# 王崇愚
王崇愚（1932年10月12日—），满族，物理学家，中国科学院院士。主要研究领域为计算凝聚态物理及计算材料物理，在金属合金领域作出重大贡献，是中国多尺度研究领域的开拓者。

## 生平
1950年秋—1952年夏在北洋大学读书，因为高校院系调整，他1952年夏—1953年秋在清华大学读书，1953年秋—1954年夏，转入北京钢铁学院(今北京科技大学)读书。
王崇愚长期在冶金部钢铁研究总院工作，在金属电子缺陷领域作出重要贡献，1993年他当选中国科学院学部委员。1999年进入清华大学物理系担任教授。 是中科院咨询委员会委员，中科院技术科学部常委，中科院国际材料物理中心学术委员会委员，中国金属学会理事。